# Sirwah

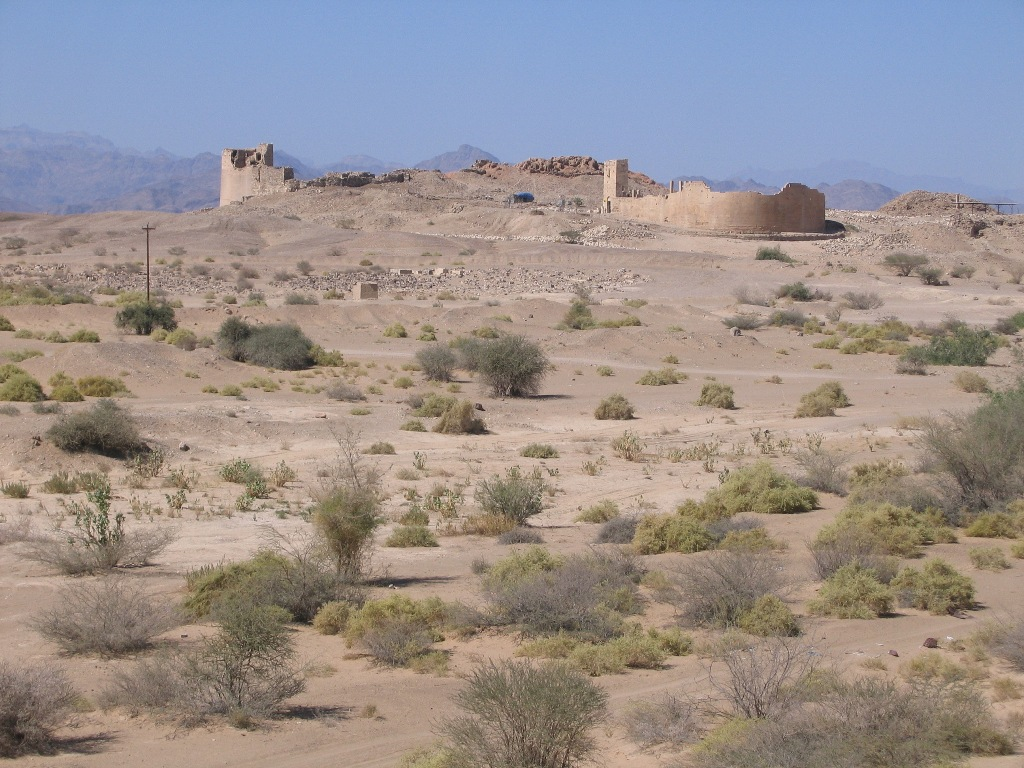
Übersicht Sirwah

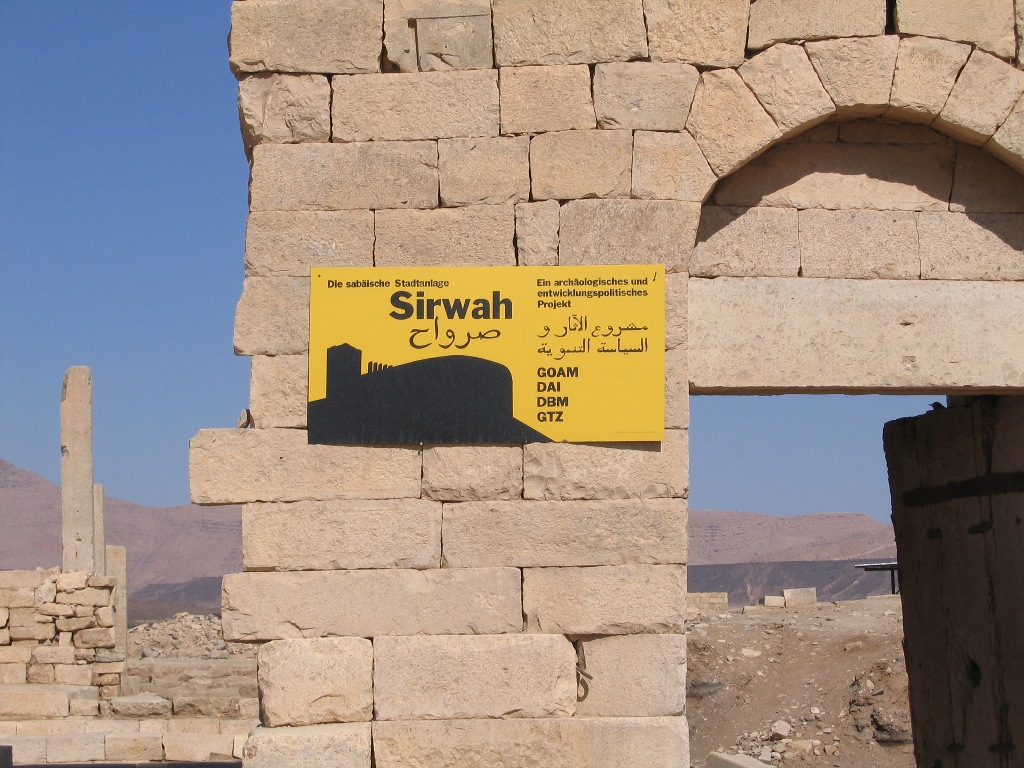
Deutsche Archäologen in Sirwah

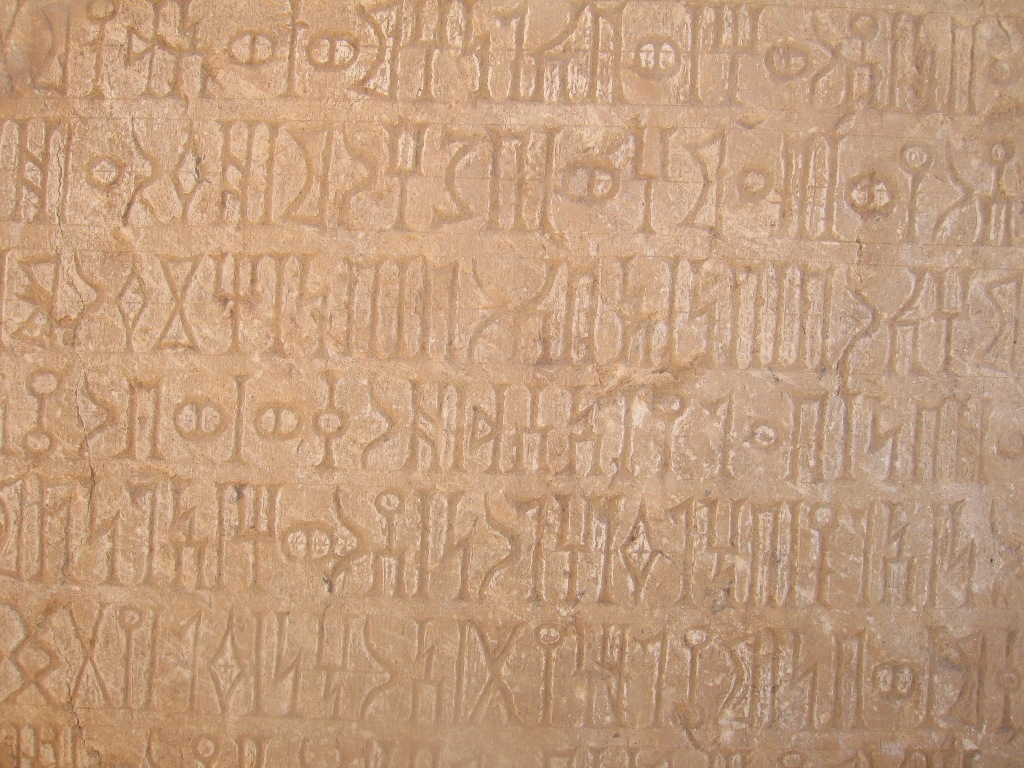
Inschriften Sirwah

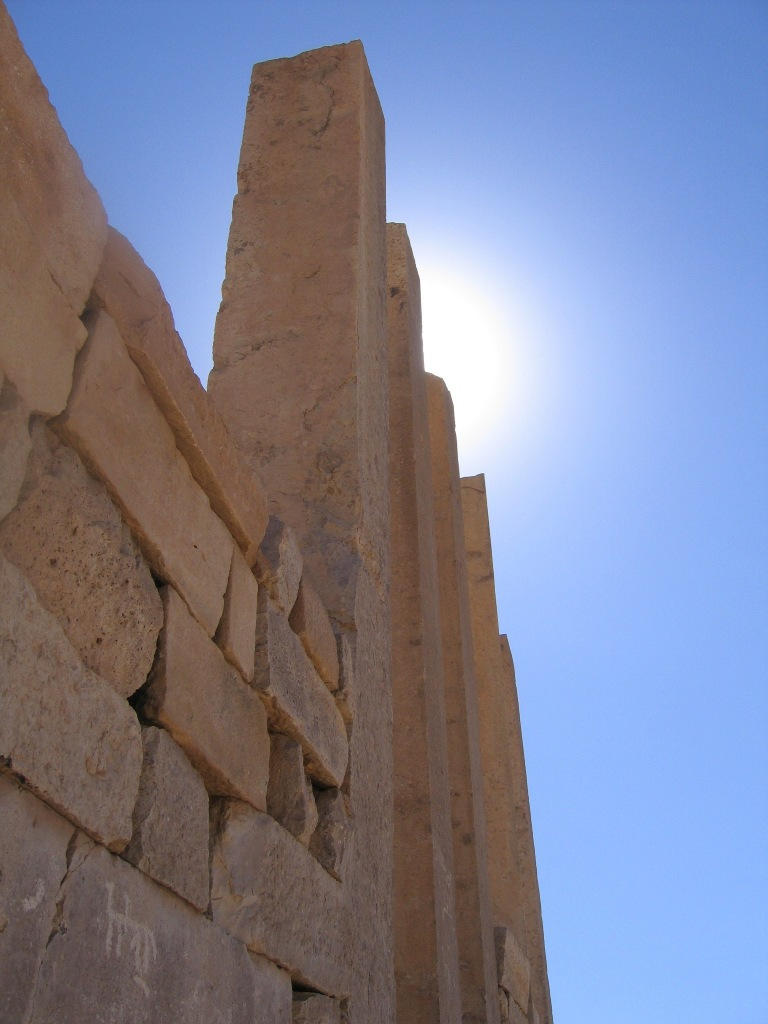
Säulen Sirwah

Sirwah (arabisch صرواح, DMG Ṣirwāḥ) war neben Ma'rib das wichtigste ökonomische und politische Zentrum des Reichs von Saba zu Beginn des 1. Jahrtausends v. Chr. auf der Arabischen Halbinsel. Sirwah war von einem Befestigungswall umgeben. Die Stadtanlage innerhalb der Oase beherbergte mehrere große Gebäude.
Die Ruinen von Sirwah befinden sich 40 km westlich von Ma'rib. Durch ihre Gebirgslage war die Stadt zwar gut geschützt, doch schränkte dies auch ihre Entwicklung ein. Dadurch verlor Sirwah seine Hauptstadtfunktion schon bald an Ma'rib, das durch seine Lage an der Weihrauchstraße ein bedeutendes Wirtschaftszentrum war.
Dennoch blieb die Stadt ein wichtiges Zentrum der Sabäer, was die Vielzahl von Tempelbauten beweist. So wurde von König Yada'il Dharih I. um 700 v. Chr. ein bedeutender Almaqah-Tempel errichtet. Fachleute vermuten, dass er vom selben Architekten stammt, der den Tempel von Awwam bei Ma'rib errichtet hatte.

## Archäologie
In Sirwah fanden seit 2003 deutsche Ausgrabungen statt, von denen man sich weitere Erkenntnisse über die Frühzeit des sabäischen Reiches erhofft. Hierzu wurden zunächst nachantike Bauten entfernt. Die Grabungen erfolgten innerhalb des festungsartigen Gebäudes, dessen Mauern teils bis zu 9 Meter hoch aufragen (Originalhöhe lag bei 10,5 Metern).
Archäologen des Deutschen Archäologischen Instituts haben dabei 2005 einen über 7 Meter langen Schriftfries aus dem sabäischen Reich entdeckt und geborgen. Der 7 Tonnen schwere Steinblock war Bestandteil des Almaqah-Tempels und war bei einem Erdbeben von seinem Sockel gefallen. Der Epigraphiker Norbert Nebes von der Friedrich-Schiller-Universität Jena bezeichnete die Inschrift als die bislang bedeutendste aus der Zeit des 1. Jahrhunderts v. Chr. Die Inschrift berichtet von kriegerischen Kämpfen eines sabäischen Herrschers, die er gegen seine unmittelbaren Nachbarn im Südosten und Norden des Jemen führte.
Der Almaqah-Tempel wurde bis zum Ausbruch des Krieges im Jemen 2015 restauriert. Bei den Arbeiten wurde ein weiterer Tempel aus dem 7. Jahrhundert v. Chr. entdeckt. Dieses Heiligtum hat einen monumentalen Eingang, der mit Säulen dekoriert ist. Es enthält mehrere Räume, das Baumaterial ist Holz und Stein, der Grundriss sei einmalig im Jemen in dieser Zeit (siehe hierzu den Artikelabschnitt Architekturgeschichte Südarabien).
Während der Militärintervention im Jemen 2015 soll Sirwah nach jemenitischen Quellen aufgrund seiner Nähe zum lokalen Palast des Gouverneurs erhebliche Schäden durch Kämpfe erlitten haben.